# Linha Verde (Metro de Lisboa)
La Linha Verde, també anomenada Linha da Caravela (en català, línia verda i línia de la caravel·la), és una de les quatres línies de ferrocarril metropolità del Metro de Lisboa, Portugal. Té uns 9 quilòmetres de longitud i 13 estacions.

## Història
La primera estació d'aquesta línia, Rossio, va ser inaugurada el 1963. Fins al 1972 la línia va ser successivament perllongada fins a Alvalade, passant, entre d'altres, per les estacions de Socorro (actual Martim Moniz), Alameda i Areeiro. El 1993 va ser construït el tros Alvalade – Campo Grande. El 1998 es va concluir l'intercanviador de Baixa-Chiado, que permet l'eliminació del tros Restauradores – Rossio, i el tros Rossio – Campo Grande va ser desconnectat de la Línia Blava i va donar origen, juntament amb les estacions de Baixa-Chiado i Cais do Sodré, a aquesta línia.
El 2002 la línia va arribar a Telheiras.

## Projectes i expansions
Actualment existeixen plans per a l'expansió de la línia des de Telheiras fins a Pontinha, passant per l'Horta Nova, però encara no està prevista la construcció d'aquesta connexió.